# 羅皮錢卡河
49°43′42″N 18°37′36″E / 49.72833°N 18.62667°E

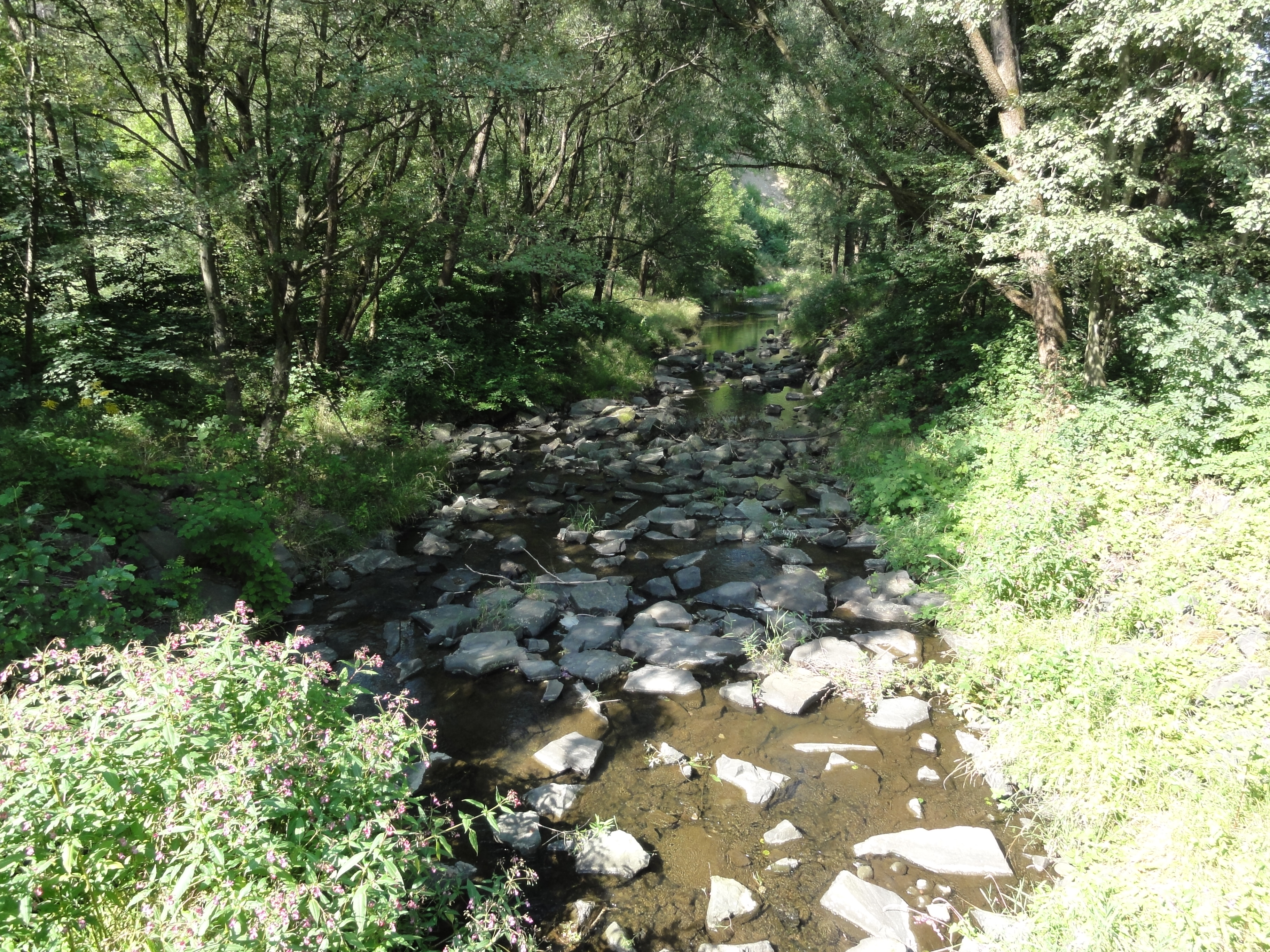

羅皮錢卡河是捷克的河流，位於該國東部摩拉維亞-西里西亞州，屬於奧爾扎河的左支流，河道全長16公里，流域面積36平方公里，河口處在捷克捷欣。